# Helius Eobanus Hessus
Helius Eobanus Hessus, nom de plume d’Eoban Hesse (6 janvier 1488 - 5 octobre 1540), est un poète allemand de langue latine. Il est l'un des plus grands poètes latins de l'Allemagne du XVIe siècle.

## Biographie
Son surnom indique sa patrie. Il naquit dans la Hesse, peut-être à Bockendorp, peut-être à Halgehausen. Ses biographes ne sont pas d'accord sur ce point, et la variété de leur récit est facile à expliquer.

La mère d'Eobanus, surprise par les douleurs de l'enfantement, accoucha au pied d'un arbre. Elle habitait ordinairement Bockendorp ; mais l'arbre pouvait être sur le territoire de Halgehausen de là l'incertitude. Eobanus, qui, dans ses ouvrages, parle souvent de lui-même, n'a pas peu augmenté l'embarras. Dans une de ses lettres il s'écrie : 

« Ô ma patrie ! ô noble séjour de ma jeunesse ! ô collines ! ô forêts ! ô fleuves ! ô fraiches sources ! quand vous reverrai-je ? »

 et c'est à la ville de Franckenberg qu'il adresse ces pathétiques exclamations. Dans ses Héroïdes il dit, toujours au sujet de Franckenberg, qu'il y est né, qu'il y a respiré pour la première fois l'air vital :
Illic vitales primum decerpsimus auras,
Nascenti primam praebuit illa diem.
Cela paraît positif ; mais, d'un autre côté, on nous raconte que souvent il se donnait, en riant, le surnom de Tragocomensis. Il était donc né dans un village dont le nom était formé du mot allemand qui signifie bouc ; il était donc né à Bockendorp.
Ces nouvelles difficultés se peuvent encore expliquer. Il se disait né à Bockendorp, parce que sa famille y demeurait à Frarickenberg, parce que c'était la ville la plus voisine de son village. Ses parents, qui étaient de pauvres gens, avaient nom Goebbehenk. Ils étaient protégés par le Couvent de Heine, et ils durent l'éducation de leur fils à la bienfaisance des moines. Ce fut le prieur qui lui donna les premiers éléments des lettres. Du couvent, il entra dans l'école de Gemünden, puis dans celle de Franckenberg. Jakob Horlaeus qui la dirigeait remarqua dans le jeune élève une inclination heureuse pour la poésie latine, et il s'attacha à la cultiver. Aidé de ses conseils et de ses leçons, Eobanus fit de rapides progrès. À seize ans il fut admis à l'université d'Erfurt et il composa vers cette époque deux pièces, où l'on peut entrevoir ce 
grand talent qui le plaça depuis au premier rang des poètes latins de son siècle, la pastorale de Philetas et le poème sur les Malheurs des Amants.
En sortant de l'université, Eobanus voyagea pour augmenter ses connaissances et visiter des hommes célèbres. Après avoir parcouru une grande partie de l'Allemagne septentrionale, la Poméranie, la Prusse, la Pologne, il se rendit à Riesenburg où résidait alors l'évêque de Poméranie, auquel il avait été recommandé. Ce prélat aimait les lettres et protégeait les littérateurs. Il fut touché du mérite du jeune voyageur, et, s'étant convaincu qu'il joignait à l'esprit le plus brillant et le plus orné un caractère sûr et estimable, il l'employa comme secrétaire dans des affaires délicates, lui donna une mission auprès du roi de Pologne et, peu après, dans le dessein qu'il avait de se l'attacher pour toujours et de lui confier des places importantes, il l'envoya à Leipzig pour qu'il y apprenne le droit civil et le droit canon. L'imagination poétique d'Eobanus ne trouvait pas dans l'étude de la jurisprudence l'aliment qui lui convenait. Accoutumé à cueillir les fleurs les plus brillantes de la littérature, il se dégoûta d'un travail plein de sécheresse et, avec la permission de l'évêque de Riesenburg, il retourna à Erfurt. On le mit à la tête de l'école de Saint-Sevère. Elle prospéra sous son administration ; le succès fit naître l'envie, et un rival jaloux et méchant parvint à force d'artifices et de calomnies à lui nuire sérieusement. Mais les magistrats d'Erfurt le vengèrent d'une manière éclatante, en lui donnant, dans l'université, la chaire d'éloquence. Bientôt les troubles nés de la Réforme arrêtèrent à Erfurt le cours des études : l'université fut abandonnée et Eobanus, qui n'avait jamais vraiment été dans l'aisance, se trouva réduit à une extrême misère.
Par le conseil de ses amis, il chercha une ressource dans la médecine. Cette étude était toute nouvelle pour lui, mais il s'y appliqua avec une si vive ardeur qu'il fit en peu de temps assez de progrès pour composer, sur l'art de conserver la santé, le Traité De diœta, qui eut un grand succès et fut souvent réimprimé. Ce fut vers cette époque que les magistrats de Nuremberg établirent dans leur ville une école publique et que, sur la recommandation de Melanchthon, ils offrirent à Eobanus la chaire de rhétorique et de poésie. Eobanus accepta, et il passa sept ans à Nuremberg. Cependant le sénat d'Erfurt songeait à rétablir l'université, et pour y réussir il ne voyait pas de plus sûr moyen que d'attirer d'habiles professeurs, et surtout de rappeler Eobanus. On lui fit des propositions honorables, les conditions les plus avantageuses lui furent offertes ; il refusa d'abord, enfin il céda, mais ses espérances ne furent pas réalisées. Les troubles qui avaient dérangé les études, et en quelque sorte renversé l'université, étaient loin d'être apaisés, et il ne lui fut pas possible de réparer un mal dont la cause existait toujours.
Après quatre ans de séjour à Erfurt, il quitta cette université pour celle de Marbourg, où le landgrave de Hesse l'avait nommé professeur. Il y passa quelques années dans l'intimité du prince. La goutte, née peut-être de son excessive intempérance, le tourmenta vivement vers sa 51e année. Elle fut suivie d'une maladie de langueur dont il mourut le 5 octobre 1540.

## Publications
Au milieu d'une vie très agitée, Eobanus avait trouvé le temps de composer un assez grand nombre de poèmes latins et d'entretenir des relations avec les savants les plus célèbres de l'Allemagne protestante.
Sa correspondance a été publiée sous ce titre : Hessi et amicorum epistolorum jamiarium libri XII, Marbourg, 1543, in-fol. ; elle n'est pas sans intérêt pour l'histoire littéraire. Ses poésies, dont il laissa un choix intitulé : Operum Helii Eobani Bessi, farragines duæ, Schwäbisch Hall (en Souabe), 1539, in-8 comprennent trois livres d'Héroïdes, à l'imitation de celles d'Ovide, dix-sept églogues, des Silves en 9 livres, une traduction des Idylles de Théocrite, Haguenau, 1530, une de l'Iliade, souvent réimprimée. Christian Theophil Kühnöl dit qu'en lisant l'Iliade d'Eobanus on croit lire Virgile.
Quelques-unes des publications :
1. Ecclesiae afflictae epistola ad Lutherum. Haguenau, J. Setzer, 1523.
2. Bonae Valetudinis Conservandae Praecepta Ad Magnificum D. Georgium Strutiaden,… Medcinae Laus Ad Martinum Hunum. Coena Baptistae Fierae De Herbarum Virtutibus, & Ea Medicae Artis Parte, Quae in Victus Ratione Consistit. Item Polybus De Salubri Victus ratione privatorum, Ioanne Guinterio Andernaco Medico interprete. Aristotelis problemata, quae ad stirpium genus & oleracea pertinent. Paris, Simon de Colines, 1533
3. Psalterium universum carmine elegiaco redditum atque explicatum, ac nuper in Schola Marpurgensi aeditum. Zurich, Froschauer, 1538.
4. De Tuenda bona valetudine, libellus Eobani Hesr, commentariis doctissilis a Ionne Placotomo… illustratus. Francfort, Christian Egenolff, 1571, 1582[2].
5. De generibus ebriosorum, et ebrietate vitanda. Frankfurt, sans imprimeur, 1624.

Eobanus est encore auteur d'une traduction en vers élégiaques des Psaumes de David.